# Aujac (Charente Marittima)
Aujac è un comune francese di 325 abitanti situato nel dipartimento della Charente Marittima nella regione della Nuova Aquitania.

## Società

### Evoluzione demografica
Abitanti censiti